# 坎德施泰格

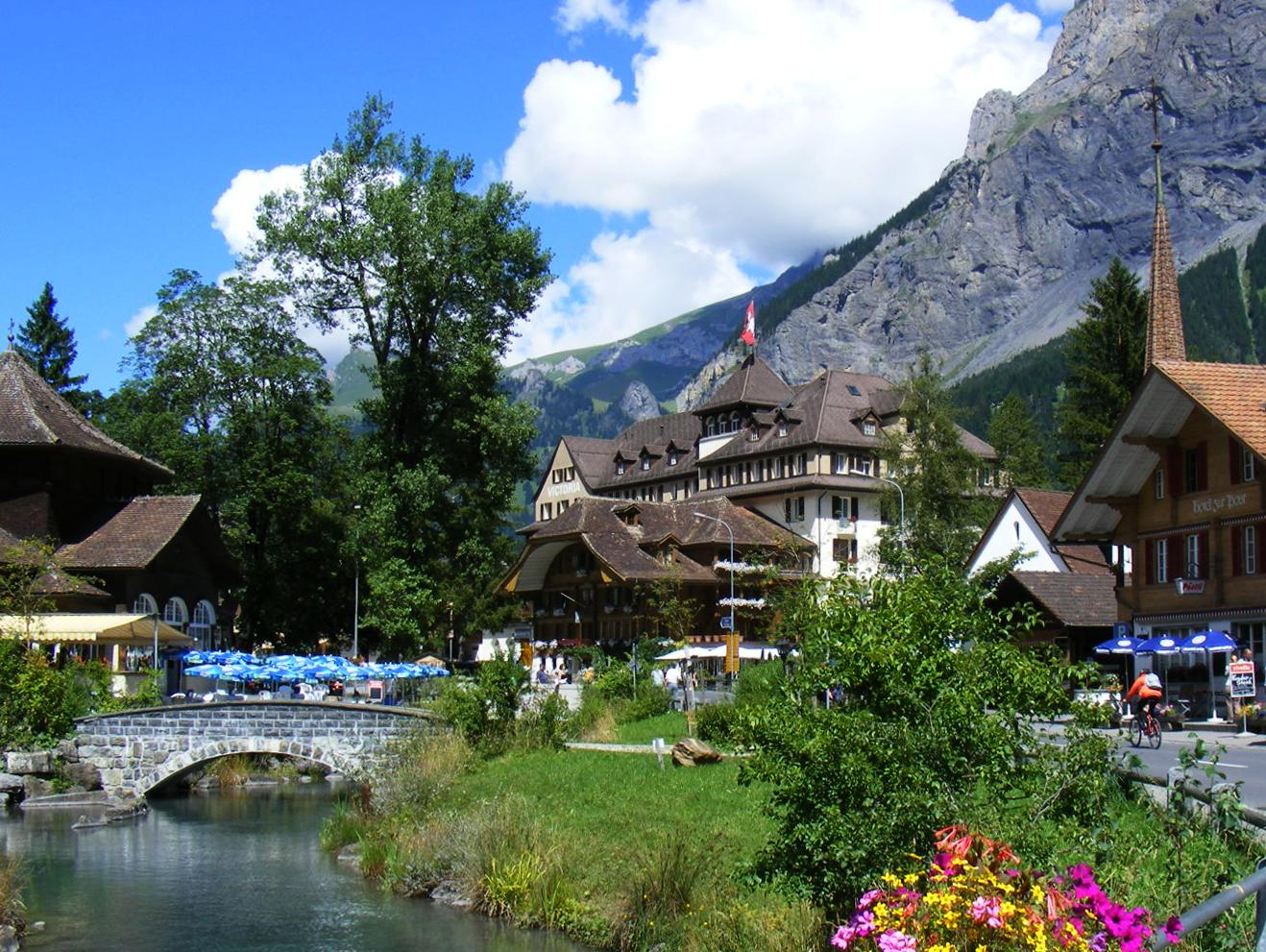

坎德施泰格（德语：Kandersteg）是瑞士的城鎮，位於該國中西部，由伯恩州負責管轄，面積134.56平方公里，海拔高度1,174米，2011年人口1,220，七成半人口信奉基督教，人口密度每平方公里9人。

## 外部連結
- Village of Kandersteg
- Scout Centre
- This website gives some suggested hikes from Kandersteg